# Baradräkten

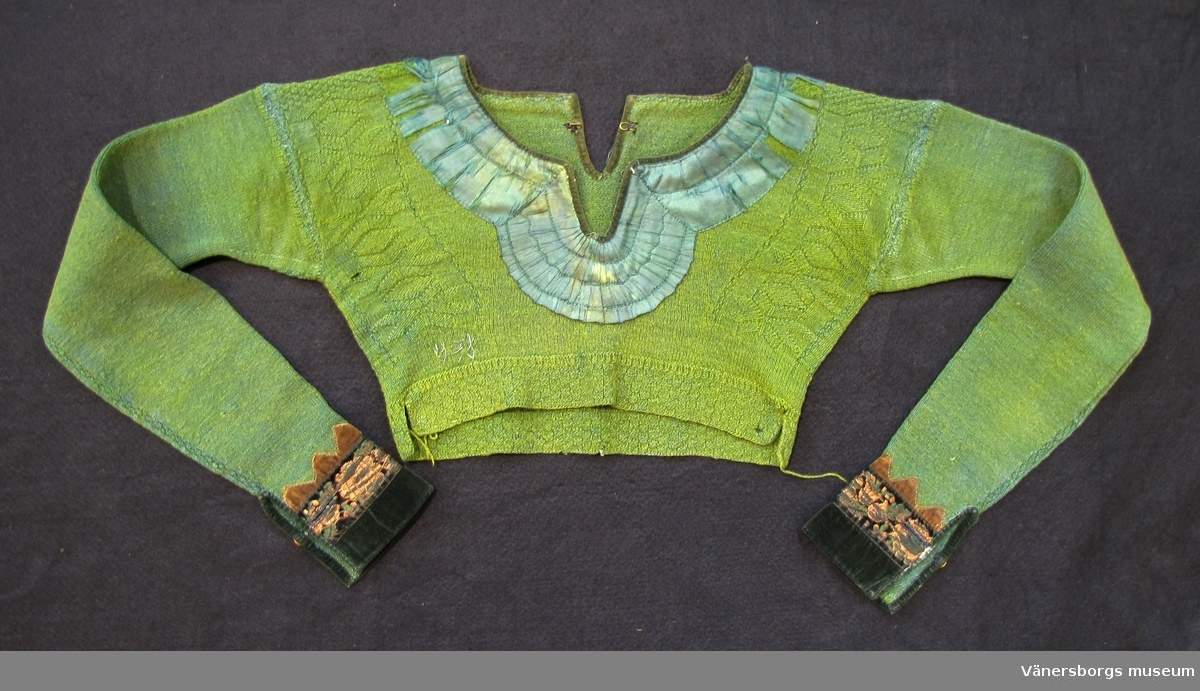
Tröja för kvinnlig Baradräkt.

Baradräkten är en folkdräkt (eller bygdedräkt) från Bara härad i Skåne.
År 1909 överlämnades en Baradräkt till kronprinsessan Margareta, hertiginna av Skåne på Sofiero.